# Радченко, Пётр Андреевич
Пётр Андреевич Радченко (14 июля 1902, Киев — 19 июля 1942, Киев) — украинский советский писатель, журналист.

## Биография
После окончания в 1922 году педагогических курсов учительствовал в школах Киева.
Позже, работал сотрудником редакции журнала «Молодой большевик» и «Литературная газета».
Член литературных организаций «Молодняк» и ВУСПП.
С первых дней Великой Отечественной войны — на фронте. Был призван Подольским райвоенкоматом города Киева. Попав в окружение под Киевом, принимал активное участие в партизанском движении и деятельности подпольных организаций Киева. Был схвачен и замучен в гестапо.

## Творчество
Печатался с 1925 года. При жизни прозаика вышло несколько сборников рассказов и повестей: «Скрипка» (1928), «Чорний хліб» (1931), «Залізні шори: повість з життя старої школи» (1932) и другие.

## Память
В 1957 году имя писателя-партизана было присвоено улице в Соломенском районе Киева.